# Карло Дзеккини (стадион)
Стадио Карло Дзеккини (итал. Stadio Carlo Zecchini) — многоцелевой стадион, расположенный в городе Гроссето (Италия). Является домашней ареной футбольного клуба «Гроссето». Построен в 1952 году. Использовался во время Летних Олимпийских игр 1960 года. Неоднократно принимал соревнования европейского и мирового уровня по лёгкой атлетике.

## История
Стадион был открыт 12 октября 1952 года матчем чемпионата Серии IV против «Синье». Проект разработан в 1948 году архитектором Рафаэлло Фаньони и инженерами Энрико Бьянкини и Дагоберто Ортенси под руководством инженера Умберто Томбари. Стадион подвергся некоторой модернизации перед Олимпийскими играми 1960 года в Риме, поскольку Гроссето стал местом проведения трёх матчей олимпийского футбольного турнира. В связи с этим стадион получил название «Стадио Олимпико Комунале». В 2003 году ему присвоено имя Карло Дзеккини, сыгравшего более 300 матчей и забившего около 120 голов в составе «Гроссето».
Изначально трибуны были рассчитаны на 12 000 мест, из которых 10 000 сидячих и 2 000 стоячих, разделённых на центральную двухъярусную трибуну (единственную с крышей), «многоярусный» сектор, обращённый в сторону к набережной и два невысоких «изгиба» на коротких участках трибун.
В 2007 году после первого выхода «Гроссето» в Серию B, стадион был адаптирован к требованиям Lega Calcio. Вместимость, которая в предыдущие десятилетия по соображениям безопасности была постепенно сокращена примерно до 5000 мест, была доведена до 10 000 зрителей (все сидячие места) за счёт установки сборных металлических трибун над северным изгибом (исторически являющимся местом размещения организованных фан-групп «grossetana») и южным изгибом (где располагаются гостевые болельщики). Также было установлено электронное табло, позже заменённое в начале 2012 года новым светодиодным экраном 4x3 метра, который не использовался Ареной Гарибальди в Пизе после вылета местной команды на любительский уровень. Летом 2010 года на стадионе был проведён ремонт аудиосистемы. В 2017 году была полностью заменёна легкоатлетическая дорожка.
Во второй половине 2010-х годов по различным причинам реальная вместимость была сокращена до 6 000-5 000 зрительских мест.

## Международные соревнования

### Футбол
- Футбол на летних Олимпийских играх 1960

### Лёгкая атлетика
- Чемпионат Европы по лёгкой атлетике среди юниоров 2001
- Чемпионат мира по лёгкой атлетике среди юниоров 2004
- Паралимпийский чемпионат Европы по лёгкой атлетике 2016
- Чемпионат Европы по лёгкой атлетике среди юниоров 2017